# Ferrari 599 GTZ Nibbio Zagato
Ferrari 599 GTZ Nibbio Zagato – samochód sportowy klasy wyższej produkowany pod włoską marką Ferrari w latach 2007 – 2009. 

## Historia i opis modelu
Ferrari 599 GTZ Nibbio Zagato powstało jako kolejny model zbudowany przez włoską manufakturę i producenta nadwozi Zagato na specjalne zamówienie klienta, mając swoją premierę w 2007 roku. Podobnie jak projekt z roku wstecz, model 575 GTZ, samochód wyróżnił się dwubarwnym malowaniem nadwozia, dużym owalnym wlotem powietrza dominującym przód, a także nieregularnym kształtem szyby tylnej zwanego double-bubble. Za techniczną bazę do zbudowania 599 GTZ wykorzystany został luksusowo-sportowy model 599 GTB Fiorano.
Poza 2-drzwiowym coupe, włoskie studio Zagato zbudowało także 599 GTZ z otwieranym dachem. Odmiana roadster z miękkim, składanym dachem otrzymała w nazwie przydomek Spyder i taką samą specyfikację techniczną. Samochód przyjął jeszcze bardziej limitowaną postać, powstając w serii ograniczonej do 5 egzemplarzy. 
Limitowaną serię Ferrari zbudowaną przez Zagato napędzał wolnossący, 6-litrowy silnik benzynowy o mocy 620 KM przy 608 Nm maksymalnego momentu obrotowego, rozpędzając się do 100 km/h w 3,7 sekundy i osiągając maksymalną prędkość wynoszącą 330 km/h. Poza 6-stopniową sekwencyjną przekładnią biegów, 599 GTZ Nibbio Zagato wyposażono także w 6-stopniową tradycyjną skrzynię manualną.

### Sprzedaż
Podobnie jak poprzedni model 575 GTZ zbudowany dla Ferrari przez włoskie Zagato, tak i 599 GTZ Nibbio Zagato było samochodem o ściśle limitowanym wolumenie produkcji. Między 2007 a 2009 rokiem ręcznie wyprodukowano pulę 9 egzemplarzy. W 2018 roku jeden z egzemplarzy odmiany coupe został wystawiony na aukcji za cenę 1,495 miliona dolarów.

### Silnik
- V12 6.0l 620 KM